# Bilawoda
Die Bilawoda (tschechisch Oldrišovský potok, auch Bílá Voda; polnisch Biała Woda, auch Krzanówka) ist ein rechter Nebenfluss der Zinna in Tschechien und Polen.

## Verlauf
Der Oldrišovský potok entspringt im Leobschützer Lößhügelland (Płaskowyż Głubczycki) zwischen Pilszcz und Oldřišov nach der polnischen Grenze in Tschechien. An seinem Lauf nach Osten durch das Hultschiner Ländchen liegen die Ortschaften Oldřišov, Arnoštov, Služovice, Svoboda, Bílá Bříza, Štěpánkovice und Prostřední Dvůr. In Kobeřice wendet sich der Bach nach Norden und wird östlich von Hněvošice an der Mühle Girtnerův Mlýn unmittelbar vor der polnischen Grenze angestaut. Anschließend durchfließt die Biała Woda das polnische Dorf Ściborzyce Wielkie (Steuberwitz), nimmt danach nordöstlichen Kurs durch Sudice in Tschechien und erreicht bei Klein Peterwitz/Pietraszyn als Grenzbach wieder polnisches Gebiet. Unterhalb der Einmündung des Potok Strahowicki fließt die Bilawoda ins polnische Binnenland und erreicht Kranowitz/Krzanowice. Nach 26 Kilometern mündet der Bach schließlich gegenüber von Bojanow/Bojanów in die Zinna.
Im tschechischen Teil des Einzugsgebietes leben 8374 Menschen.

## Zuflüsse
- Chmulovec (r), unterhalb Oldřišov
- Albertovecká příkopa (r), in Kobeřice
- Hněvošický potok (l), bei Przysieczna
- Strahovický potok/Potok Strahowicki (r), oberhalb Kranowitz/Krzanowice